# TVNZ 1
Pour les articles homonymes, voir TV One.
TVNZ 1 est une chaîne de télévision publique néo-zélandaise. Lancée sous son nom actuel en 1975, elle peut être considérée comme l'héritière de la première chaîne de télévision du pays (AKTV, créée en 1960).
Chaîne de format généraliste, elle appartient à l'entreprise de télévision nationale Television New Zealand (TVNZ). Ses bureaux et ses studios sont implantés au sein du complexe de la TVNZ à Auckland.
Principale chaîne de télévision publique du pays, elle émet par voie hertzienne (analogique et numérique), par câble et par satellite (bouquet Freewiew). Elle peut être reçue par près de 98,2 % des foyers néo-zélandais.

## Histoire
Les premières émissions de la télévision néo-zélandaise voient le jour en 1960. Après plusieurs années d'essais techniques, AKTV (Auckland Television) peut enfin diffuser un court programme plusieurs fois par semaine (deux heures quotidiennes au début des années 1960). La réception de la télévision est d'abord limitée à la région d'Auckland dans un premier temps avant d'atteindre les principales villes au cours des mois qui suivent : Christchurch et Wellington (hiver 1961) puis Dunedin (hiver 1962). Loin de se constituer en une chaîne unique diffusant un programme commun, ce sont en fait quatre entités semi-autonomes qui sont formées, chacune produisant et échangeant ses propres productions. Toutes sont néanmoins regroupées au sein d'une même corporation (New Zealand Broadcasting Corporation).
Il faut attendre la fin des années 1960 et le début des années 1970 pour que les chaînes de la NZBC bénéficient d'avancées technologiques majeures : en 1969, une liaison satellitaire est ainsi établie entre les quatre studios régionaux, favorisant les échanges. Cette innovation permet le lancement du premier journal télévisé national, diffusé simultanément dans tout le pays. Plus encore, le développement de la coopération entre les quatre chaînes régionales permet d'envisager la création d'une chaîne unique pour tout le pays. C'est chose faite en 1975 lorsque le gouvernement décide la dissolution de la NZBC et la création de trois entités séparées : TV One, TV Two (la seconde chaîne est effectivement lancée dans le courant de l'année) et Radio New Zealand.
En 1980, les deux chaînes de télévision sont regroupées en une seule société, baptisée Television New Zealand.
Le 1er juillet 2012, TV One Plus 1 est lancée en remplacement de TVNZ 7: elle retransmettant les programmes de TV One en décalé d'une heure.
Le 1er octobre 2016, après plus de quarante années d'utilisation, TV One est renommée TVNZ 1, tandis que TV One Plus 1 devient TVNZ 1 +1.

## Identité visuelle

Logo de TV One de 2010 à 2013.
Logo de TV One de 2013 à 2016.
Logo de TVNZ depuis 2016.

## Programmes
TVNZ 1 est une chaîne de télévision généraliste. Tout comme la plupart des chaînes adoptant ce format, elle partage son temps d'antenne entre séries, films, émissions de variétés, talk-shows, émissions de télé-réalité, débats et bulletins d'information. Les productions locales côtoient les productions importées, principalement américaines, australiennes ou européennes. Figurent dans la première catégorie des émissions telles que Kiwi Kitchen (cuisine), Piha Rescue (téléréalité), Rude Awakenings (série) ou encore Fair Go (émission d'investigation).
Les émissions de TVNZ 1 débutent quotidiennement à 6 heures 30 du matin par le programme Breakfeast (chroniques pratiques, informations et talk-show) suivi à 9 heures de l'émission Good Morning (talk-show). À midi, la chaîne retransmet la première édition de One news (journal télévisé). Les après-midi sont consacrées aux séries, dessins animés et talk-shows et sont entrecoupées de bulletins d'information (édition de 16 heures et de 18 heures). En soirée, la chaîne retransmet principalement des films, des séries, des jeux télévisés ou des émissions de télé-réalité.
Jusqu'en 1994, les émissions étaient interrompues à minuit par un court métrage d'animation intitulé The Goodnight Kiwi et puis, de 1987 à 1994, avec l'hymne nationale. Depuis lors, la chaîne émet 24 heures sur 24 (retransmission en direct de la chaîne BBC World durant la nuit). Très populaire, The goodnight kiwi a été reprogrammé sur TVNZ 6 en 2007.